# TLC (ТВ канал)
TLC је амерички кабловски телевизијски канал чији је власник Warner Bros. Discovery. Основан 1980. као The Learning Channel, првобитно је приказивао образовно-научни програм. До касних 1990-их, када га је преузео Discovery Channel, канал је почео да се окреће ка ријалити-телевизији — претежно на програме који укључују животни стил и личне приче — до те мере да је претходни акроним „The Learning Channel” постепено одбачен.
У Србији је покренут 1. октобра 2010. године, када је заменио Travel & Living Channel. Седиште испоставе налази се у Београду. Продају рекламног простора ради CAS Media.

## Програми
- Веридба од 90 дана
- Дарси и Стејси
- Екстремне Шкртице